# Модель горячей Вселенной
Моде́ль горя́чей Вселе́нной — космологическая модель, в которой эволюция Вселенной начинается с состояния плотной горячей плазмы, состоящей из элементарных частиц, и протекает при дальнейшем адиабатическом космологическом расширении. Модель горячей Вселенной, предложенная в 1940-х годах, была скорректирована и уточнена в результате построения инфляционной модели Вселенной в 1980-е годы, что позволило устранить ряд противоречий.
Впервые модель горячей Вселенной была предложена в 1947 году Г. А. Гамовым. Наиболее существенное наблюдательное предсказание, вытекающее из модели горячей Вселенной — наличие реликтового излучения со спектром, очень близким к спектру абсолютно чёрного тела с температурой около 2,7 кельвина, возникшего в момент рекомбинации ионов (в основном, водорода и гелия) и электронов в нейтральные атомы. Это убедительно доказали показания прибора FIRAS.
Возникновение крупномасштабной структуры Вселенной в рамках модели происходит вследствие роста начальных неоднородностей из-за гравитационной неустойчивости. Основной проблемой модели горячей Вселенной в этом аспекте является начальный спектр неоднородностей, который в ней не объясняется, а постулируется, либо берётся из измерений. 
Происхождение элементарных частиц в модели горячей Вселенной с конца 1970-х годов описывают с помощью спонтанного нарушения симметрии.
Также важно отметить независимость данной теории от наличия или отсутствия Большого взрыва — вне зависимости от существования начальной космологической сингулярности, которую должна описать квантовая теория гравитации, состояние горячей плазмы, описываемое моделью горячей Вселенной и приводящее к современной наблюдаемой космологической картине, не меняется (помимо самых близких к сингулярности моментов). В то же время после открытия и измерения анизотропии реликтового излучения модель горячей Вселенной считается настолько хорошо подтверждённой наблюдениями, что произошло смешение понятий, и часто, когда говорят о Большом взрыве, на самом деле имеют в виду именно её.
До открытия реликтового излучения модель горячей Вселенной была лишь гипотезой и тогда Я. Б. Зельдович пропагандировал модель холодной Вселенной.